# 1031
1031 (MXXXI) var ett normalår som började en fredag i den julianska kalendern.

## Händelser

### Okänt datum
- 20 juli – Henrik I blir kung av Frankrike vid Robert II:s död.
- Det moriska, umayaddiska kalifatet i Córdoba störtas.
- Den bysantinske generalen George Maniaces erövrar Edessa.

## Födda
- Matilda av Flandern, drottning av England 1066–1083 (gift med Vilhelm Erövraren) (född omkring detta år)
- Shen Kuo, kinesisk vetenskapsman och politiker.

## Avlidna
- 20 juli – Robert II, kung av Frankrike sedan 996.
- Hisham III, den siste kalifen av Córdoba.
- Gunnor av Normandie, hertiginna av Normandie.